# Montezuma (Costa Rica)
Montezuma is een geliefd backpackerdorp en woonkern (poblado) aan de westkust van Costa Rica. Het dorp ligt op het schiereiland Nicoya, onderdeel van de provincie Puntarenas.
Eind jaren '80 was het een vissersdorpje dat door een slecht begaanbare weg nauwelijks te bereiken was. Maar door haar prachtige stranden en mooie woeste omgeving is het in een paar jaar tijd uitgegroeid tot een gewild oord voor de rugzaktoerist.
Men kan kiezen uit een grote verscheidenheid aan budgetaccommodaties. Buiten de accommodaties en een kleine supermarkt zijn er weinig voorzieningen. Het dorp ontwikkelt zich nog steeds, zo moest je voor een geldautomaat of overige voorzieningen enkele jaren terug de steile onverharde weg naar de deelgemeente (distrito) Cóbano, dat 8 kilometer verder ligt, nog afleggen, waar het dorp deze voorzieningen nu zelf biedt.